# Coppa del Baltico 1928
L'edizione 1928 della Coppa del Baltico fu la prima del torneo e fu vinta dalla Lettonia.

## Formula
Il torneo fu disputato su un girone con gare di sola andata giocate tutte a Tallinn nel giro di tre giorni: erano assegnati due punti alla vittoria, uno al pareggio e zero alla sconfitta.

## Classifica finale
| Pos. | Squadra  | Pt | G | V | N | P | GF | GS | DR |
| ---- | -------- | -- | - | - | - | - | -- | -- | -- |
| 1.   | Lettonia | 4  | 2 | 2 | 0 | 0 | 4  | 0  | +4 |
| 2.   | Estonia  | 2  | 2 | 1 | 0 | 1 | 6  | 1  | +5 |
| 3.   | Lituania | 0  | 2 | 0 | 0 | 2 | 0  | 9  | -9 |

## Risultati
| Arbitro: | Gustaf Ekberg |

|                            |           |  |
| Pavlovs 2’ Vaters 25’, 66’ | Marcatori |  |

| Arbitro: | Gustaf Ekberg |

|                                                        |           |  |
| Pihlak 1’ (rig.), 21’, 57’ Räästas 14’ Maurer 74’, 78’ | Marcatori |  |

| Arbitro: | Gustaf Ekberg |

|  |           |             |
|  | Marcatori | 63’ Tauriņš |